# فرودگاه اینورنس (فلوریدا)
فرودگاه اینورنس (فلوریدا) (به انگلیسی: Inverness Airport (Florida)) یک فرودگاه همگانی بهره‌برداری هوایی است که یک باند فرود آسفالت دارد و طول باند آن ۱۱۴۷ متر است. این فرودگاه در کشور ایالات متحده آمریکا قرار دارد و در ارتفاع ۱۵ متری از سطح دریا واقع شده‌است.